# Кадилак Рекордс
«Кадилак Рекордс» (англ. Cadillac Records) — американський художній фільм 2008 року.
У драматичному фільмі показано історію лейбла Chess Records, заснованого в США після Другої світової війни. Засновник лейбла випускав музику, орієнтовану на чорношкіру аудиторію. Події стрічки відбуваються у Чикаго протягом 1950-х та 1960-х років. У фільмі зображені справжні музиканти, серед яких Мадді Вотерс, Гаулін Вулф, Чак Беррі, Етта Джеймс та інші. Назва фільму відображає тогочасну практику надавати артистам лейбла, які випускали свій перший запис, люксові «Кадилаки».
Головну роль засновника лейбла, польського імігранта Леонарда Чесса грає Едрієн Броуді. Також у фільмі знімалися Джеффрі Райт, Імон Вокер, Мос Деф, Бейонсе, Седрік «Розважальник». Більшість музичних номерів у фільмі виконали самі актори.